# François Rilhac
François Rilhac (* 1960; † 1992) war ein französischer Musiker (Piano, Gesang, Komposition) des Stride Piano und des Traditional Jazz.

## Leben und Wirken
Rilhac beschäftigte sich zunächst mit Bebop, bevor er sich in den 1980er-Jahren auf das Stride Piano konzentrierte. Musikalische Vorbilder waren u. a. die Pianisten Henri Chaix und Art Tatum.  Er spielte ab Mitte der 1980er-Jahre in der Jean-Loup Longnon Big Band, mit der Gilbert Leroux Washboard Group, Marcel Zanini und mit Bert de Kort and His Dutch Dixieland Pipers. Erste Soloaufnahmen („How High The Moon“) erschienen auf der Kompilation Ticklin' at the District. 1986 entstand sein Debütalbum Megalo Piano Stride (Black & Blue).  1988 trat er im Duo mit Henri Chaix auf; 1989 mit seiner Band François Rilhac's Harlem Jazz Letzte Aufnahmen entstanden im Duo mit Marcel Zanini im Mai 1990 auf dem Dixieland Festival Salgotarjan (Album Nemzetkozi Dixieland Fesztival '89-'90 Salgotarian - From Riverside to Riverside: Marcel Zanini Es Francois Rilhac).  Im Bereich des Jazz war er zwischen 1984 und 1990 an 17 Aufnahmesessions beteiligt. Er schrieb u. a. die Titel „Supraton in Marrakouch“. Rilhac, der an Depressionen litt, beging 1992 im Alter von 32 Jahren Suizid. Sein langjähriger musikalischer Partner und Freund Louis Mazetier widmete ihm die Komposition „François“.

## Diskographische Hinweise
- Louis Mazetier & Francois Rilhac With Alain Marquet: Echoes of Carolina (Stomp Off, 1989)